# Jean d'Étampes (évêque de Carcassonne)
Pour les articles homonymes, voir Jean d'Étampes.
Jean d’Étampes (né vers 1395 à Bourges et mort le 21 janvier 1455 à Nevers) était un homme d'État français, "aimé et féal conseiller" du roi Charles VII (1403-1461) et prélat.

## Famille
Son cadet frère, Robert II (mort en 1456), chevalier, seigneur de Salbris, chambellan de Charles VII, devient maréchal et sénéchal du Bourbonnais et participe à la reconquête de la Normandie. Il acquiert en 1451 le vaste fief de Valençay, en Berry. Les deux frères suivants sont prélats, le premier, Jean (né vers 1400 et mort en 1461), est évêque de Nevers, et Guillaume, évêque de Montauban en 1452 puis de Condom en 1455. Un cinquième fils, Jean, fut maître d’hôtel de Louis XI.

## Carrière
Jean d’Étampes est prévôt de Tulle, camérier apostolique, trésorier de Saint-Hilaire de Poitiers et doyen du chapitre de chanoines de la cathédrale Saint-Pierre de Poitiers. Il est également surintendant des Finances et confesseur du duc de Bourgogne Philippe le Bon. Il est conseiller au Parlement de Paris et maître des requêtes lorsqu'il est appelé à succéder à Geoffroi de Pompadour sur le siège de Carcassonne en octobre 1446. Il meurt à Nevers le 21 janvier 1455.